# 5426-os mellékút (Magyarország)
Az 5426-os mellékút egy viszonylag rövid, alig több, mint négy kilométeres hosszúságú, négy számjegyű mellékút Csongrád-Csanád vármegye területén; Forráskúttól húzódik Üllés és Bordány határvidékéig.

## Nyomvonala
Forráskút belterületén, a falu központjának déli részén indul, az 5405-ös útból kiágazva, nem messze annak a 49. kilométerétől, délnyugati irányban. Kezdeti szakasza a Jókai Mór utca nevet viseli, a lakott terület délnyugati széléig, amit bő fél kilométer után ér el. 2,2 kilométer után éri el Bordány határszélét, onnan egy darabig a határvonalat kíséri, majd 3,1 kilométer után elhalad az előbbiek és Üllés hármashatára mellett, ahonnét tovább már a két utóbbi település határszélét követi. Úgy is ér véget, beletorkollva az 5408-as útba, nem messze annak a 33+700-as kilométerszelvényétől, Üllés lakott területétől alig másfél, Bordány központjától viszont nagyjából négy kilométernyire.
Teljes hossza, az országos közutak térképes nyilvántartását szolgáló kira.gov.hu adatbázisa szerint 4,062 kilométer.

## Települések az út mentén
- Forráskút
- (Bordány)
- (Üllés)